# Joel Upperground

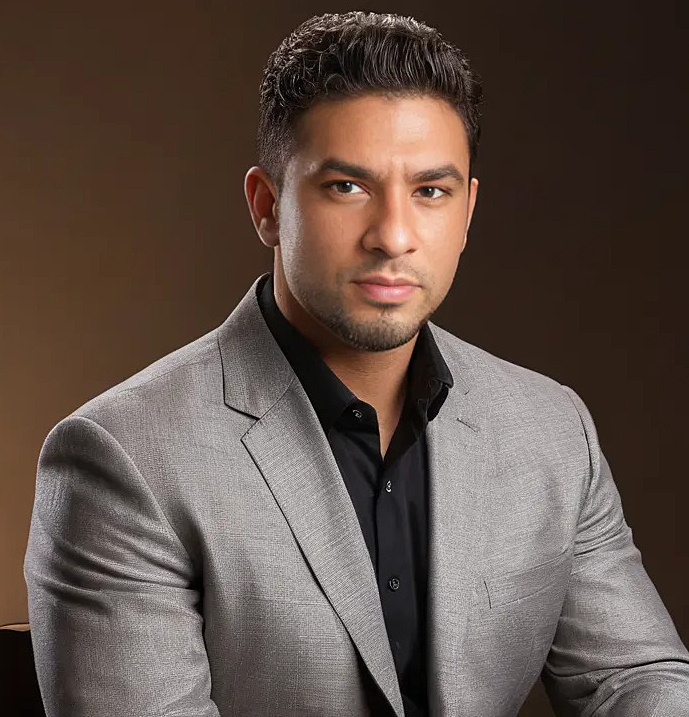
Joel Upperground 2025

Joel Pérez (5 de octubre del 1975, San Juan, Puerto Rico) es un rapero, productor y compositor conocido bajo el nombre Joel Upperground. Sus inicios se remontan al 1994, siendo uno de los pioneros en utilizar el rap y reguetón con contenido cristiano. En su trayectoria, ha sido ganador de diversos premios, y nominado en múltiples ocasiones en los Premios Arpa. Posee una discografía diversa, desde música urbana hasta música de banda, además de colaboraciones con artistas como Héctor & Tito, Bengie, Maso, y participaciones en colaborativos de Lutek y DJ Blaster.

## Carrera musical

### Inicios
Joel Pérez fue educado en la música a muy corta edad. Formó parte del grupo musical del Colegio Bautista de Carolina donde se desempeñó en los instrumentos saxofón, trompeta y percusión. Se graduó en el año 1993, y siguió interesado en la música y las artes en general. También fue miembro de la tropa 572 de los Niños Escuchas (BSA) de la Iglesia Bautista de Carolina. Su infancia se desarrolló en la urbanización Parque Ecuestre, cuna de artistas urbanos conocidos como Héctor y Tito, Voltio, Maicol & Manuel, donde Joel sería llamado por Dios, influenciado por este estilo musical.

### Upperground (1994-2003)
Los inicios de lo que hoy día se conoce como reguetón, contenía lenguaje y expresiones de violencia, por lo cual, llegó a prohibirse en Puerto Rico. En el año 1994, Joel comienza inmediatamente los trámites para establecer su ministerio bajo el nombre de Upperground (traducido al español, Alto Terreno), llevando un mensaje positivo como respuesta al movimiento "underground", por el cual se conocía el rap y reguetón secular en aquel momento.
Del 1994 al 1998, Joel graba 2 producciones que no salieron al mercado. En ese tiempo, Pichie, actual integrante del dúo Triple Seven, entró a ser parte de Upperground junto a Joel. Se separarían en el año 1998. Al año siguiente, Joel entra al mercado de la música cristiana al grabar su primer álbum La respuesta. En 2001, graba su segundo álbum Alto Nivel. Ese mismo año, se convertiría en el primer ministerio urbano en tener exposición en la aclamada convención del ámbito cristiano Expolit.
En 2002, lanzaría su tercer álbum 180 grados, en el formato Enhanced CD, que contenía además un vídeo musical. El álbum sería nominado como "Álbum urbano del año" y "Canción urbana del año" por el sencillo «La Carta» en los Premios AMCL. En 2003, llegaría su cuarto álbum titulado Con tu permiso, donde apareció la canción «Mataron un inocente» junto a Héctor & Tito. Por este álbum, Joel ganaría el premio L.A. Conquista, como "Mejor álbum de rap y reggaetón", y sería nominado en los Premios Arpa como "Mejor álbum urbano", y en los Premios AMCL como Álbum urbano del año. Estos primeros álbumes, fueron producidos musicalmente por Chris Bonafe, DJ Kiddo.

### La décaday Upperground Music (2004-2007)
En el año 2004, presentó su quinto álbum titulado La Década, celebrando 10 años como Upperground Music. Desde ese álbum, cambiaría su seudónimo de artista bajo el nombre de Joel Upperground, como sugerencia de su colega Travy Joe. Este álbum sería producido musicalmente por Lutek, y presentaría a Georgie y Yanra como parte de su sello discográfico. Junto a Georgie, participó en álbumes colaborativos como Los del momento de Maso, La Verdad y Los Bravos de DJ Blaster como “Los Apóstoles del Género”. El sencillo del disco fue la canción «Nada más», que contó con vídeo oficial. Además del CD, incluía un DVD con este vídeo, y el de su anterior álbum, «La carrera».
En 2005, junto a otros artistas del género urbano cristiano, se promocionó un concierto titulado Reggaeton de Grandes Ligas, el cual fue filmado en el anfiteatro Tito Puente de Puerto Rico, y comercializado en un DVD.
En el 2006, llega su álbum Euforia, esta vez, producido por DJ Blaster, Obed y Eli, Barimix, y nuevamente, Lutek y DJ Kiddo. En el álbum presentó a Capestany y Don Yojan como integrantes nuevos del sello. Este mismo año, sería lanzado Diario Abierto, un DVD con una compilación sobre 10 años de historia de trayectoria musical. Al año siguiente, lanzaría su primer álbum recopilatorio titulado Mis frutos, que incluía sus participaciones en álbumes de otros artistas y colaboraciones con Bengie, Maso, Georgie, Capestany, Don Yojan, entre otros, además, temas inéditos e instrumentales.

### Reggae y banda (2007-actualidad)
En el año 2007, Joel incursiona dentro del género de reggae roots con un álbum titulado Raíces Añejas junto a Bona Band, en una producción totalmente diferente a lo acostumbrado dentro del género urbano. En 2010, lanzaría otro recopilatorio, XV Aniversario. En el 2011, ganó el premio como "Artista Urbano del Año" en los Monster Music Awards en la Ciudad de México. En 2012, anunciaría una producción musical titulada The Masterpiece, que recopilaría éxitos de Joel Upperground hasta esa fecha. El álbum sería nominado a los Premios Arpa 2012 como "Mejor álbum urbano", y en los AMCL como "Álbum urbano del año". Posteriormente, prepararía una producción musical en agradecimiento al apoyo recibido en México bajo el género musical de banda sinaloense, el cual titularía A pura banda. Este álbum se lanzaría oficialmente en el año 2021.
Actualmente, Joel ha lanzado los sencillos «Grande y fuerte» y «A romperla», sencillo bajo el estilo reguetón. Además, se encuentra colaborando en nuevos proyectos con los pioneros del género urbano cristiano, entre ellos, el sencillo «Los Legendarios» junto a Valette, BK Rap, MC Charles y El Soldado.

## Upperground Music
Upperground Music International es un sello musical fundado en el año 1994. Como pioneros en la evangelización por medio de la música urbana, fueron los primeros en obtener distribución en diversos países de habla hispana y organizar giras internacionales. Inicialmente, serían manejados los álbumes de Joel Upperground. Al pasar los años, llegarían nuevos artistas como Georgie, Yanra, Capestany, Don Yojan, lanzando proyectos discográficos de ellos, entre estos, Desafío de Capestany.

## Discografía

### Álbumes de estudio
- La Respuesta - 2000
- Alto Nivel - 2001
- 180 Grados- 2002
- Con Tu Permiso - 2003
- La Década - 2004
- Euforia - 2006
- Mis Frutos - 2007
- Raíces Añejas (con Bona Band) - 2007
- XV Aniversario - 2010
- A Pura Banda - 2021
- Estampas - 2024

## Vídeos musicales
- La carrera - 2003
- Nada más - 2004
- Raíces - 2007
- El amor - 2013
- A romperla - 2021

## Premios y nominaciones
- Premios AMCL 2002 (México) - Álbum urbano del año (Nominado)
- Premios AMCL 2003 (México) - Álbum urbano del año (Nominado)
- Premios Arpa 2004 (Ciudad de México) - Mejor álbum urbano (Nominado)
- Premios La Conquista 2004 (California) - Mejor artista urbano  (Ganador)
- Monster Music Awards 2011 (Ciudad de México) - Mejor artista urbano  (Ganador)
- Premios Arpa 2012 (Ciudad de México) - Mejor álbum urbano (Nominado)